# Тоні Палермо
Тоні Палермо (англ. Anthony "Tony" Joseph Palermo; 22 листопада 1979, Сан-Хосе, Каліфорнія) — барабанщик каліфорнійської рок-групи Papa Roach і колишній барабанщик панк-рок гурту Pulley і пост-гранж групи Unwritten Law. Крім того, він був барабанщиком Sixx: AM влітку 2008 року.

## Біографія
Приєднався до групи Papa Roach у 2007 році після відходу з групи Дейва Бакнера після туру, в якому Тоні зголосився замінити Дейва. Навчався на грати барабанах сам. Першу установку купили батьки, коли йому було 12 років. Відтоді Тоні барабанщик. На свій перший концерт Тоні пішов до 8 років, на групу Kiss. Переїхав з батьками в Лос-Анжелес у 1984 році.
Перший кліп Papa Roach, в якому знявся Тоні - Hollywood Whore.
Вже зараз добре помітно, що Тоні вносить зміни в почерк групи, його партії набагато швидші ніж були у Дейва, на концертах це безсумнівно важливо, адже барабанщик перша людина - задає ритм слухача.